# Carl Sandburg
Carl August Sandburg (Galesburg, Illinois, 6 de enero de 1878-Flat Rock, 22 de julio de 1967) fue un poeta, historiador y novelista estadounidense. Nació en Illinois, hijo de padres con ascendencia sueca. 
A lo largo de su carrera ganó tres veces el Premio Pulitzer, la Medalla Robert Frost, un Grammy, y fue el primer hombre blanco en recibir la Silver Plaque de la NAACP.

## Biografía
Carl Sandburg nació en una cabaña de tres habitaciones en 313 East Third Street en Galesburg, Illinois, hijo de Clara Mathilda (de soltera Anderson) y August Sandberg, ambos de ascendencia sueca. Adoptó el apodo de "Charles" o "Charlie" en la escuela primaria aproximadamente al mismo tiempo que él y sus dos hermanos mayores cambiaron la ortografía de su apellido a "Sandburg".
A la edad de trece años dejó la escuela y comenzó a conducir un carro de leche. Desde los catorce años hasta los diecisiete o dieciocho, trabajó como portero en la barbería del Union Hotel en Galesburg. Después de eso, estuvo en la ruta de la leche nuevamente durante 18 meses. Luego se convirtió en albañil y trabajador agrícola en las llanuras de trigo de Kansas. Después de un intervalo pasado en Lombard College en Galesburg, se convirtió en sirviente de hotel en Denver, luego en carbonero en Omaha. Comenzó su carrera de escritor como periodista en el Chicago Daily News. 
Sandburg se ofreció como voluntario para ir al ejército durante la guerra hispanoamericana y estuvo estacionado en Puerto Rico con la 6.ª Infantería de Illinois, desembarcando en Guánica, Puerto Rico el 25 de julio de 1898. Sandburg nunca fue llamado a la batalla. Asistió a la West Point durante solo dos semanas antes de reprobar un examen de matemáticas y gramática.

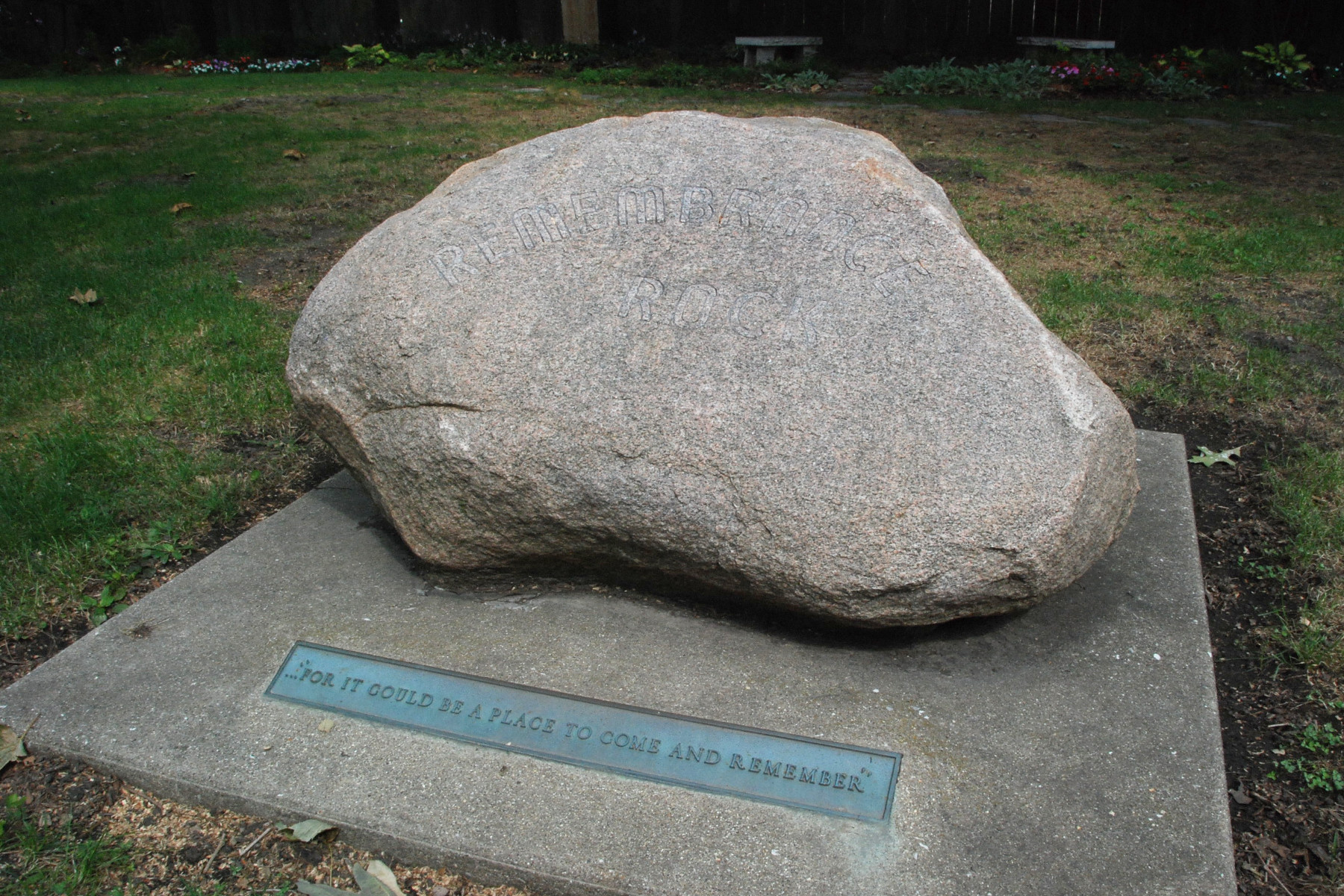
Tumba de Remembrance Rock. Su esposa y sus dos hijas también serían enterradas allí. Ver el letrero.

Sandburg murió de causas naturales en 1967 y su cuerpo fue incinerado. Las cenizas fueron enterradas debajo de "Remembrance Rock", una roca de granito ubicada detrás de su casa natal en Galesburg.

## Trayectoria literaria
Comenzó su carrera como escritor como periodista del Chicago Daily News. Posteriormente escribió poesía, historia, biografías, novelas, literatura infantil y críticas cinematográficas. Sandburg también coleccionó y editó libros de baladas y folclore. Pasó la mayor parte de su vida en Illinois, Wisconsin y Míchigan antes de mudarse a Carolina del Norte.
Sandburg regresó a Galesburg y entró en el Lombard College, pero se fue sin un título en 1903. Luego se mudó a Milwaukee, Wisconsin, para trabajar para un periódico, y también se unió al Partido Socialdemócrata de Wisconsin, el nombre por el cual el Partido Socialista de América era conocido en el estado. Sandburg se desempeñó como secretario de Emil Seidel, alcalde socialista de Milwaukee de 1910 a 1912. Carl Sandburg comentó más tarde que Milwaukee fue donde se orientó y que el resto de su vida había sido «el desarrollo de una escena que comenzó en Wisconsin».
En 1919, Sandburg ganó un Premio Pulitzer de Poesía, "que fue posible gracias a una subvención especial de The Poetry Society", por su colección Cornhuskers. Sandburg también escribió tres libros para niños en Elmhurst: Rootabaga Stories, en 1922, seguido de Rootabaga Pigeons (1923) y Potato Face (1930). Sandburg también escribió "Abraham Lincoln: The Prairie Years", una biografía en dos volúmenes, en 1926, The American Songbag (1927), y un libro de poemas llamado "Good Morning, America". (1928) en Elmhurst.
Sandburg ganó el Premio Pulitzer de Historia en 1940 por los cuatro volúmenes The War Years, la secuela de su Abraham Lincoln, y un segundo Pulitzer en poesía en 1951 por Poemas completos.
En 1945 se mudó al sitio histórico nacional de la casa de Carl Sandburg Connemara, una propiedad rural de 246 acres (99,6 ha) en  Flat Rock, condado de Henderson, Carolina del Norte. Aquí produjo un poco más de un tercio de su trabajo total publicado y vivió con su esposa, hijas y dos nietos.
El 12 de febrero de 1959, en conmemoración del 150 aniversario del nacimiento de Abraham Lincoln, el Congreso se reunió en sesión conjunta para escuchar al actor Fredric March dar una lectura dramática del Discurso de Gettysburg, seguido de un discurso de Sandburg.

### Poesía y prosa

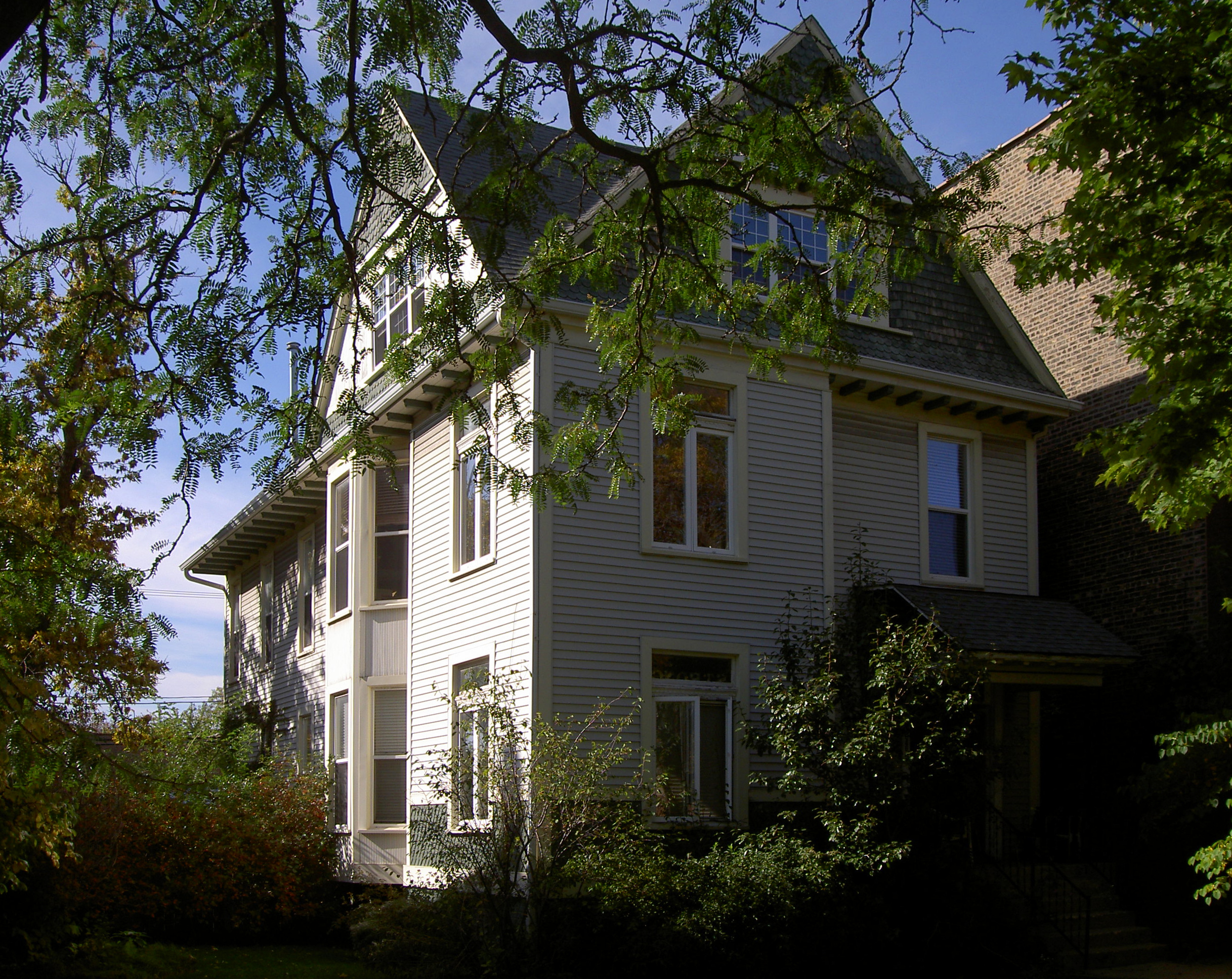
Sandburg alquiló una habitación y vivió durante tres años en esta casa, donde escribió el poema «Chicago». Ahora es un monumento de Chicago.

Gran parte de la poesía de Carl Sandburg, como Chicago, se centraba en Chicago, Illinois, donde pasó un tiempo como reportero para el Chicago Daily News y The Day Book. Su descripción más famosa de la ciudad es la de «Carnicero de cerdos para el mundo/Fabricante de herramientas, apilador de trigo/Jugador con los ferrocarriles y el transportista de mercancías de la nación,/Tormentoso, Husky, pendenciero, la ciudad de los grandes hombros».

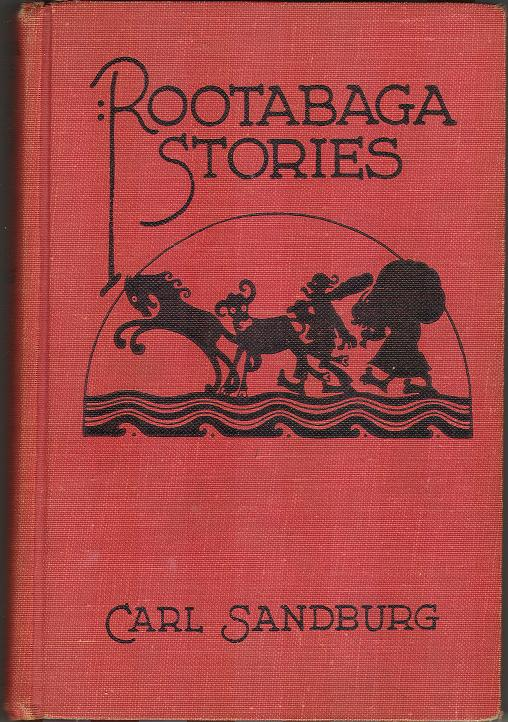
Rootabaga Stories (libro 1, 1922)

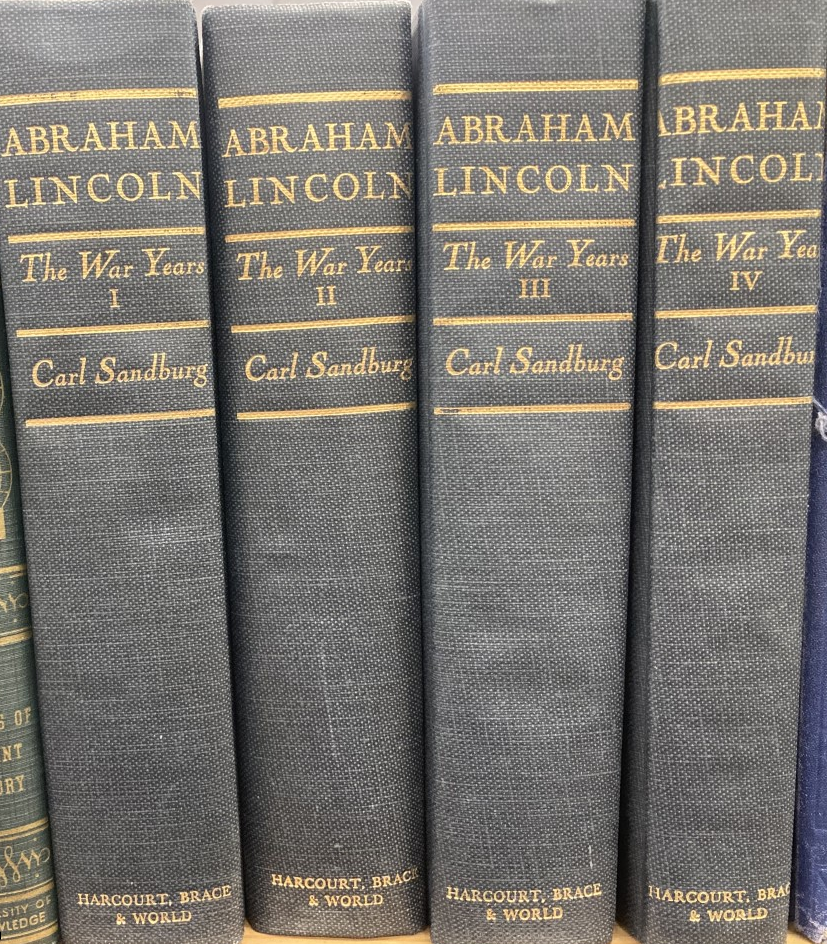
Biografía de Lincoln escrita por Sandburg

Sandburg ganó Premios Pulitzers por su colección The Complete Poems of Carl Sandburg, Corn Huskers, y por su biografía de Abraham Lincoln (Abraham Lincoln: The War Years).  Sandburg también es recordado por generaciones de niños por sus Historias de Rootabaga y Palomas de Rootabaga, una serie de historias caprichosas y a veces melancólicas que creó originalmente para sus propias hijas. Los cuentos de Rootabaga nacieron del deseo de Sandburg de que los «cuentos de hadas americanos» encajaran con la infancia americana. Le parecían inapropiadas las historias europeas en las que intervenían la realeza y los caballeros, por lo que pobló sus cuentos de rascacielos, trenes, hadas del maíz y los «Cinco maravillosos pretzels».
En 1919, su editor del Daily News encargó a Sandburg una serie de reportajes sobre las clases trabajadoras y las tensiones entre blancos y afroamericanos.  El impulso para estos reportajes fueron los disturbios raciales que habían estallado en otras ciudades estadounidenses. Al final, los grandes disturbios estallaron también en Chicago, pero muchos de los escritos de Sandburg sobre los temas anteriores a los disturbios hicieron que se le viera con voz profética. Un filántropo visitante, Joel Spingarn, que también era funcionario de la Asociación Nacional para el Progreso de las Personas de Color, leyó con interés las columnas de Sandburg y pidió que se publicaran, como Los disturbios raciales de Chicago, julio de 1919.

## Vida privada
Sandburg conoció a Lilian Steichen (1883-1977) en la oficina del Partido Socialdemócrata de Milwaukee en 1907, y se casaron al año siguiente en Milwaukee. El hermano de Lilian era el fotógrafo Edward Steichen. Sandburg con su esposa, a quien llamó Paula, crio a tres hijas. Su primera hija, Margaret, nació en 1911. Los Sandburg se mudaron a Harbert, Míchigan, y luego a los suburbios de Chicago, Illinois en 1912 después de que un periódico de Chicago le ofreciera un trabajo. Vivieron en Evanston, Illinois antes de establecerse en 331 South York Street en Elmhurst, Illinois, de 1919 a 1930. Durante ese tiempo, Sandburg escribió Chicago Poems' ' (1916), Cornhuskers (1918) y Smoke and Steel (1920). 
La casa de Sandburg en 331 South York Street en Elmhurst fue demolida y el sitio ahora es un estacionamiento. La familia se mudó a Míchigan en 1930.

## Activismo
Sandburg apoyó el Movimiento por los derechos civiles en Estados Unidos y fue el primer hombre blanco en ser honrado por la Asociación Nacional para el Avance de la Gente de Color (NAACP) con su Premio Placa de Plata como un "principal profeta de los derechos civiles en nuestro tiempo."
Carl Sandburg, inicialmente un ferviente socialista, comenzó su carrera política como organizador del Partido Social-Demócrata de Wisconsin (afiliado al Partido Socialista de América) y sirvió como secretario del alcalde socialista de Milwaukee, Emil Seidel, entre 1910 y 1912. Sin embargo, en 1917, Sandburg abandonó el Partido Socialista debido a desacuerdos con su oposición a la entrada de Estados Unidos en la Primera Guerra Mundial, apoyando en cambio la decisión del presidente Woodrow Wilson. Aunque mantuvo ciertas simpatías socialistas, como su voto por Eugene V. Debs en las elecciones presidenciales de 1920, Sandburg se autoproclamó "radical independiente" en la década de 1920, moderando sus posturas políticas. Durante los años 1920, Sandburg desarrolló un profundo interés por Abraham Lincoln, cuya vida y legado estudió extensamente, publicando más tarde su monumental biografía Abraham Lincoln: The Prairie Years (1926) y Abraham Lincoln: The War Years (1939). Este interés reflejó su creciente admiración por figuras que combinaban liderazgo reformista con valores democráticos, un rasgo que influyó en su acercamiento al liberalismo progresista estadounidense. En la década de 1930, Sandburg comenzó a apoyar al Partido Demócrata, atraído por las políticas del New Deal de Franklin D. Roosevelt, a quien comparaba con Lincoln por su liderazgo en tiempos de crisis. Su apoyo a Roosevelt fue público, expresado a través de escritos y apariciones en eventos que respaldaban las reformas sociales y económicas del New Deal, como la Seguridad Social y los programas de empleo.
En la década de 1950, respaldó públicamente a Adlai Stevenson, el candidato presidencial demócrata en 1952 y 1956, participando en eventos de campaña y expresando admiración por su plataforma progresista. En 1960, Sandburg apoyó activamente a John F. Kennedy, participando en mítines de campaña y pronunciando discursos que elogiaban la visión de Kennedy para la "Nueva Frontera", que veía como una continuación de las ideas progresistas de Roosevelt.

## Legado

### Conmemoración
La casa de la infancia de Carl Sandburg en Galesburg está ahora gestionada por la Agencia de Conservación Histórica de Illinois como Sitio Histórico Estatal de Carl Sandburg. El sitio contiene la casa de campo en la que Sandburg nació, un moderno centro de visitantes y un pequeño jardín con una gran piedra llamada Remembrance Rock, bajo la cual están enterradas sus cenizas y las de su esposa. La casa de Sandburg, que duró 22 años, en Flat Rock, condado de Henderson, Carolina del Norte, está conservada por el Servicio de Parques Nacionales. El Carl Sandburg College está situado en el lugar de nacimiento de Sandburg,  en Galesburg, Illinois, y en el condado de Fairfax, Virginia, hay una escuela media llamada Carl Sandburg.
El 6 de enero de 1978, en el centenario de su nacimiento, el Servicio Postal de Estados Unidos emitió un sello conmemorativo en honor a Sandburg. El diseño consiste en un perfil originalmente dibujado por su amigo William Arthur Smith en 1952, junto con el propio autógrafo distintivo de Sandburg.
La Rare Book & Manuscript Library (University of Illinois at Urbana-Champaign) (RBML) alberga los Carl Sandburg Papers. La mayor parte de la colección fue adquirida directamente a Carl Sandburg y su familia. En total, la RBML posee más de 17 m³ de papeles de Sandburg, incluyendo fotografías, correspondencia y manuscritos.
En 2011, Sandburg fue incluido en el Salón de la Fama Literaria de Chicago.

## Obra
Poesía
- In Reckless Ecstasy (1904)
- Plaint of a Rose (1908)
- Chicago Poems (1916)
- Cornhuskers (1918)
- Smoke and Steel (1920)
- Slabs of the Sunburnt West (1922)
- Selected Poems (1926)
- Good Morning, America (1928)
- Early Moon (1930)
- The People, Yes (1936)
- Complete Poems (1950)
- Selected poems of Carl Sandburg (1954)
- Harvest Poems, 1910-1960 (1960)
- Wind Song (1960)
- Honey and Salt (1963)
- Breathing Tokens (1978)
- Billy Sunday and other poems (1993)

Poesía y prosa
- Incidentals (1904)
- Sandburg Range (1957)

Prosa
- Joseffy (1910)
- You and Your Job (1910)
- Chicago Race Riots (1919)
- Clarence Darrow of Chicago (1919)
- Home Front Memo (1943)
- Remembrance Rock (1948)
- Lincoln Collector: the story of the Oliver R. Barrett Lincoln collection (1949)

Literatura infantil
- Rootabaga Stories (1920)
- Rootabaga Pigeons (1923)
- Abe Lincoln Grows Up (1928)
- Potato Face (1930)
- The wedding procession of the rag doll and the broom handle and who was in it (1950)
- Poems for children nowhere near old enough to vote (1999)

Biografías
- Abraham Lincoln: The Prairie Years (1926)
- Mary Lincoln: Wife and Widow (1932)
- Abraham Lincoln: The War Years (1939)

Autobiografías
- Prairie-town boy (1955)
- Always the Young Strangers (1953)
- The Letters of Carl Sandburg (1968)
- Ever the Winds of Chance (1983)

Canciones
- The American Songbag (1927)
- Songs of America (1927)
- The New American Songbag (1950)

Historia
- Steichen the Photographer (1929)

Otros
- Road to Victory (1942)
- The Family of Man (1955)
- Carl Sandburg at the movies: a poet in the silent era, 1920-1927 (1985)